# Felipe Pichardo Moya
Pour les articles homonymes, voir Pichardo et Moya.
Felipe Pichardo Moya, né le 18 octobre 1892 à Camagüey (Cuba) et mort le 30 mars 1957 à La Havane, est un avocat, archéologue, poète, journaliste et enseignant cubain.

## Sélection de publications
- Los aborígenes de las Antillas, Fondo de Cultura Económica, México, 1956
- Caverna, costa y meseta : interpretaciones de arqueología indocubana, Editorial de Ciencias Sociales, La Havane, 1990